# Sáva Posvěcený
Sáva Posvěcený, také Svatý Saba Jeruzalémský, řecky Σάββας ('Sábbas) (439, Mutalaska – 5. prosince 532, Jeruzalém) byl křesťanský poustevník a kněz řecké ortodoxní církve, zakladatel sedmi klášterů. Římskokatolickou, řeckokatolickou a pravoslavnou církví je ctěn jako světec.

## Život
Narodil se v Mutalasce nedaleko Caesarey v maloasijské Kappadokii. V osmi letech odešel do monastýru ve Skande nedaleko svého rodiště. O deset let později došel až do Palestiny. Když mu bylo 30 let, odebral se do jeskyně, kde se přes týden postil a pletl koše. V sobotu a v neděli odcházel do monastýru na společné modlitby.
Poté se stáhl do pouště při řece Jordánu. Našel si jeskyni, v níž se usadil. Roku 473 vyhledal pro poučení poustevníka Gerasima Jordánského. Po několika letech života v samotě k němu začali přicházet muži, kteří ho chtěli následovat. Brzy jich bylo asi sedmdesát. Usazovali se v různých jeskyních, z jedné velké jeskyně si vytvořili chrám. Sáva nechtěl, aby bratři přijali kněžství, proto liturgii sloužili jen příchozí kněží. V Judeji byla silná tradice zdejšího církevního učitele Origény, proti níž Sáva vystupoval. Někteří bratři se chtěli zbavit Sávova vlivu pomluvami u patriarchy Salusta v Jeruzalémě. Když se jeruzalémský patriarcha Salustus přesvědčil o nepravdivosti obvinění, udělil Sávovi roku 491 svátost kněžství pro jeho působení v lávře. Od té doby se Sáva v tradici východních církví nazýval posvěcený. Potom biskup posvětil jejich jeskynní chrám a Sávu ustanovil igumenem. Protože se Sáva osvědčil, jeho autorita stoupala a zakládal další kláštery, ustanovil ho týž patriarcha roku 493 archimandritou, to jest arciopatem nad všemi palestinskými kláštery. Za rostoucího vlivu monofyzitismu se Sáva s povolením patriarchy nejméně dvakrát setkal s byzantským císařem, nejdříve Anastasiem I. a po něm s Justiniánem I., úspěšně svou věrouku obhájil a postavil se za pravou víru proti monofyzitismu a origenismu.

## Zakládání klášterů
Sáva založil celkem sedm klášterů, z nichž vůbec první na území Palestiny byl roku 483 po něm pojmenovaný Klášter Mar Saba nedaleko Jeruzaléma, v terminologii východních církví nazývaný Lávra sv. Sávy, protože byl v dějinách východních církví velmi významným monastýrem. Kromě jiného výrazně přispěl k formování byzantských hodinek (knih denních modliteb) a typikonu (knihy předpisů klášterního života). V tamním klášterním kostele je Sáva pohřben. Pro jeho náhrobní tumbu byla vytvořena kaple. Relikvie se dostaly do různých kostelů a klášterů, z nichž nejznámější je San Saba na Aventinu v Římě.
Z dalších, v ruinách dochovaných klášterů, Sáva založil jihovýchodně od Jeruzaléma Kastellion, stojící na místě makabejské tvrze Hyrkania.